# Enrico III di Brunswick-Lüneburg
Enrico III di Brunswick-Lüneburg, detto anche Enrico di Dannenberg (14 giugno 1533 – 19 gennaio 1598), fu duca di Brunswick-Lüneburg dal 1559 sino al 1598 e governò anche sul principato di Dannenberg, una suddivisione del ducato.

## Biografia
Egli era figlio di Ernesto I di Brunswick-Lüneburg.

## Discendenza
Enrico sposò nel 1569 la contessa Ursula di Sassonia-Lauenburg, figlia di Francesco I di Sassonia-Lauenburg ed ebbe i seguenti figli:
- Giulio Ernesto (1571-1636);
- Francesco (1572-1601);
- Sibilla Elisabetta (1576-1630), che sposò il Conte Antonio II di Delmenhorst;
- Sidonia (1577-1645);
- Augusto (1579-1666).

## Ascendenza
|                                  |                                   |                                   | Genitori                         |  |  | Nonni |  |  | Bisnonni                       |  |  | Trisnonni                         |  |
|                                  |                                   |                                   |                                  |  |  |       |  |  | Ottone V di Brunswick-Lüneburg |  |  | Federico II di Brunswick-Lüneburg |  |
|                                  |                                   |                                   |                                  |  |  |       |  |  | Ottone V di Brunswick-Lüneburg |  |  | Federico II di Brunswick-Lüneburg |  |
|                                  |                                   | Maddalena di Hohenzollern         |                                  |  |  |       |  |  | Ottone V di Brunswick-Lüneburg |  |  |                                   |  |
| Enrico di Brunswick-Lüneburg     |                                   |                                   |                                  |  |  |       |  |  | Ottone V di Brunswick-Lüneburg |  |  |                                   |  |
|                                  |                                   | Anna di Nassau                    | Guglielmo I d'Orange             |  |  |       |  |  |                                |  |  |                                   |  |
|                                  |                                   | Anna di Nassau                    | Guglielmo I d'Orange             |  |  |       |  |  |                                |  |  |                                   |  |
|                                  |                                   | Anna di Nassau                    | Anna di Sassonia                 |  |  |       |  |  |                                |  |  |                                   |  |
| Ernesto I di Brunswick-Lüneburg  |                                   | Anna di Nassau                    |                                  |  |  |       |  |  |                                |  |  |                                   |  |
|                                  |                                   | Ernesto di Sassonia               | Federico II di Sassonia          |  |  |       |  |  |                                |  |  |                                   |  |
|                                  |                                   | Ernesto di Sassonia               | Federico II di Sassonia          |  |  |       |  |  |                                |  |  |                                   |  |
|                                  |                                   | Ernesto di Sassonia               | Margherita d'Austria             |  |  |       |  |  |                                |  |  |                                   |  |
| Margherita di Sassonia           |                                   | Ernesto di Sassonia               |                                  |  |  |       |  |  |                                |  |  |                                   |  |
|                                  |                                   | Elisabetta di Baviera             | Alberto III di Baviera           |  |  |       |  |  |                                |  |  |                                   |  |
|                                  |                                   | Elisabetta di Baviera             | Alberto III di Baviera           |  |  |       |  |  |                                |  |  |                                   |  |
|                                  |                                   | Elisabetta di Baviera             | Anna di Braunschweig-Grubenhagen |  |  |       |  |  |                                |  |  |                                   |  |
| Enrico III di Brunswick-Lüneburg |                                   | Elisabetta di Baviera             |                                  |  |  |       |  |  |                                |  |  |                                   |  |
|                                  | Magnus II di Meclemburgo-Schwerin | Enrico IV di Meclemburgo-Schwerin |                                  |  |  |       |  |  |                                |  |  |                                   |  |
|                                  | Magnus II di Meclemburgo-Schwerin | Enrico IV di Meclemburgo-Schwerin |                                  |  |  |       |  |  |                                |  |  |                                   |  |
|                                  | Magnus II di Meclemburgo-Schwerin | Dorotea di Brandeburgo            |                                  |  |  |       |  |  |                                |  |  |                                   |  |
| Enrico V di Meclemburgo-Schwerin | Magnus II di Meclemburgo-Schwerin |                                   |                                  |  |  |       |  |  |                                |  |  |                                   |  |
|                                  |                                   | Sofia di Pomerania-Wolgast        | Eric II di Pomerania-Wolgast     |  |  |       |  |  |                                |  |  |                                   |  |
|                                  |                                   | Sofia di Pomerania-Wolgast        | Eric II di Pomerania-Wolgast     |  |  |       |  |  |                                |  |  |                                   |  |
|                                  |                                   | Sofia di Pomerania-Wolgast        | Sofia di Pomerania-Stolp         |  |  |       |  |  |                                |  |  |                                   |  |
| Sofia di Meclemburgo-Schwerin    |                                   | Sofia di Pomerania-Wolgast        |                                  |  |  |       |  |  |                                |  |  |                                   |  |
|                                  |                                   | Giovanni I di Brandeburgo         | Alberto III di Brandeburgo       |  |  |       |  |  |                                |  |  |                                   |  |
|                                  |                                   | Giovanni I di Brandeburgo         | Alberto III di Brandeburgo       |  |  |       |  |  |                                |  |  |                                   |  |
|                                  |                                   | Giovanni I di Brandeburgo         | Margherita di Baden              |  |  |       |  |  |                                |  |  |                                   |  |
| Ursula del Brandeburgo           |                                   | Giovanni I di Brandeburgo         |                                  |  |  |       |  |  |                                |  |  |                                   |  |
|                                  |                                   | Margherita di Sassonia            | Guglielmo III di Sassonia        |  |  |       |  |  |                                |  |  |                                   |  |
|                                  |                                   | Margherita di Sassonia            | Guglielmo III di Sassonia        |  |  |       |  |  |                                |  |  |                                   |  |
|                                  |                                   | Margherita di Sassonia            | Anna d'Asburgo                   |  |  |       |  |  |                                |  |  |                                   |  |
|                                  |                                   | Margherita di Sassonia            |                                  |  |  |       |  |  |                                |  |  |                                   |  |

| Controllo di autorità | VIAF (EN) 77525480 · CERL cnp01140877 · GND (DE) 134198093 |